# Le Bureau des affaires magiques
Le Bureau des affaires magiques (The Bureau of Magical Things) est une série télévisée australienne en quarante épisodes de 23 minutes créée par Jonathan M. Shiff, diffusée entre le 8 juillet 2018 et le 8 août 2021 sur 10 Peach (anciennement Eleven), et aux États-Unis, la première a eu lieu le 8 octobre 2018 sur Nickelodeon avant de se poursuivre la semaine suivante sur TeenNick.
En France, la série est diffusée depuis le 6 avril 2019 sur Nickelodeon Teen et depuis 2020 sur Netflix, et au Québec depuis le 1er décembre 2019 sur ICI TOU.TV.
En Belgique sur Ouftivi depuis février 2021.
Elle reste inédite dans les autres pays francophones.

## Synopsis

### Première saison
Les mondes humains et magiques ont coexisté en harmonie, mais à mesure que la technologie progressait, le monde magique a été repoussé et les fées et autres créatures magiques ont décidé de vivre cachées, dans une sorte d'univers parallèle. Lors d'un de ses footings, Kyra voit, alors qu'elle n'est encore qu'une simple humaine, un livre flotter dans les airs - en réalité en train d'être mis en lévitation par une elfe et une fée. Elle va alors le toucher et devenir une tri-être possédant à la fois la magie des fées et des elfes.
Elle intègre une école dirigée par le Pr Maxwell pour essayer de maîtriser ses nouveaux pouvoirs et essaye de s'intégrer auprès de ses camarades Imogène, Lily, Danny et Roxy.
Lorsque Kyra découvre une menace pour ces deux mondes, elle doit essayer de réunir les humains, les elfes et les fées afin de tous les sauver. Kyra et Peter doivent découvrir qui est la figure énigmatique et comment ils vont atteindre leur objectif. L'enquête les amène à découvrir des secrets à la fois humains et magiques que personne n'aurait pu imaginer.

## Distribution

### Acteurs principaux
- Kimie Tsukakoshi (VFB : Audrey D'Hulstère) : Kyra, une humaine qui devient une tri-être
- Elizabeth Cullen (VFB : Sophie Pyronnet) : Imogène (Imogen), jeune elfe sarcastique, sœur de Danny
- Mia Milnes (VFB : Helena Coppejans) : Lily, jeune fée qui se lie d'amitié avec Kyra
- Julian Cullen (VFB : Antoni Lo Presti) : Danny (Darra), jeune elfe, frère d'Imogène et amoureux de Kyra
- Rainbow Wedell (VFB : Melissa Windal) : Roxy (Ruksy), jeune fée très studieuse
- Jamie Carter (VFB : Maxime Van Santfoort) : Peter, le meilleur ami de Kyra
- Christopher Sommers (en) (VFB : Nicolas Matthys) : Pr Maxwell, le directeur de l'école, qu'il dissimule derrière une librairie

### Acteurs récurrents
Introduits lors de la saison 1
- Steve Nation (VFB : Franck Dacquin) : le sergent Steve Glenn, le père adoptif de Kyra
- Nicholas Bell (en) (VFB : Robert Guilmard) : Sean, le père de Lily, le directeur du DIM
- Arnijka Larcombe-Weate (VFB : Ludivine Deworst) : Mathilde (Mathilda), la meilleure amie humaine de Kyra
- Melanie Zanetti (VFB : Claire Tefnin) : Orla, agent du DIM dont Imogène est fan
- Paul Bishop : Jared, le père d'Imogène et Danny

Introduits lors de la saison 2
- Miah Madden : Tayla, une fée douée en peinture et serveuse sur "La Passerelle"
- Tasneem Roc : Dr Apinya Surinat, une chercheuse en archéologie qui remplace temporairement le Pr Maxwell
- Matthew Manahan : Ben, un musicien humain
- Kenneth Moraleda : M. Mendonza, chef d'une organisation mystérieuse à Bangkok
- Kenji Shimada : Kazuhiro, un agent de l'organisation de Bangkok
- Anthony Standish : Magnus Sorensen, un archéologue qui a cherché le temple pourpre toute sa vie

## Production

### Développement
Le 17 juillet 2017, le projet d'une nouvelle série est annoncé et devait être tournée dans le Queensland par le producteur Jonathan M. Shiff (H2O, Les Sirènes de Mako, Les Nomades du futur, Océane et Horace et Tina).
La série compte deux producteurs dont Jonathan M. Shiff et Stuart Wood et ces producteurs exécutifs avec Julia Adams et encore Jonathan M. Shiff (voir la section Fiche technique). Le scénario a été confié à Mark Shirrefs et Evan Clarry et Grant Brown sont administrateurs de la série.
Le 22 septembre 2018, Nickelodeon a acquis les droits de la série et a annoncé qu'elle serait diffusée en première aux États-Unis le 8 octobre 2018.
Le 27 novembre 2019, la série a été renouvelée pour une deuxième saison.

### Attribution des rôles
Kimie Tsukakoshi, Elizabeth Cullen, Julian Cullen, Mia Milnes, Rainbow Wedell, Jamie Carter, Nicholas Bell, Christopher Sommers, Steve Nation et Melanie Zanetti seront les vedettes de la série.
Pour la saison 2, le casting de la série, y compris Kimie Tsukakoshi, font leur retour.

### Tournage
La série de vingt épisodes a été tournée principalement à Gold Coast, Brisbane et Arundel où le tournage a débuté en juillet 2017 et s'est terminé en décembre 2017.
Le tournage de la deuxième saison devait avoir lieu entre décembre 2019 et juillet 2020 à Gold Coast dans l'état de Queensland en Australie. Néanmoins la production de la deuxième saison fut arrêtée en raison de la pandémie de Covid-19 et ne fut reprise qu’en 2021.

### Fiche technique
Sauf indication contraire, les informations mentionnées dans cette section peuvent être confirmées par la base de données cinématographiques IMDb,  présente dans la section « Liens externes ».
- Titre original : The Bureau of Magical Things
- Titre français : Le Bureau des affaires magiques
- Création : Jonathan M. Shiff
- Réalisation : Jonathan M. Shiff et Mark Shirrefs
- Scénario : Mark Shirrefs
- Musique :
  - Composition : Ricky Edwards et Brett Aplin
  - Thème d'ouverture : Brett Aplin
  - Thème de fin : Brett Aplin
- Production : Jonathan M. Shiff, Stuart Wood
  - Production exécutive : Jonathan M. Shiff, Julia Adams, Nicole Keeb, Arne Lohmann et Cherrie Bottger
- Société(s) de production : Jonathan M. Shiff Productions
- Société(s) de distribution : ZDF Entreprise
- Pays d'origine :  Australie
- Langue originale : anglais
- Format :
  - Format image : 720p (HDTV)
  - Format audio : 5.1 surround sound
- Genre : comédie
- Durée : 23 minutes
- Dates de première diffusion :
  - Australie : 8 juillet 2018
  - États-Unis : 8 octobre 2018
  - France : 6 avril 2019
- Classification : Tous publics

## Épisodes
| Saison | Saison | Épisodes | Australie       | Australie       | États-Unis      | États-Unis      | France          | France        |
| Saison | Saison | Épisodes | Début de saison | Fin de saison   | Début de saison | Fin de saison   | Début de saison | Fin de saison |
| ------ | ------ | -------- | --------------- | --------------- | --------------- | --------------- | --------------- | ------------- |
|        | 1      | 20       | 8 juillet 2018  | 2 novembre 2018 | 8 octobre 2018  | 8 novembre 2018 | 6 avril 2019    | 29 juin 2019  |
|        | 2      | 20       | 10 juillet 2021 | 8 août 2021     | NC              | NC              | 9 mai 2022      | 3 juin 2022   |

### Saison 1 (2018)
| №  | Titre français                | Titre original          | Première diffusion | Première diffusion | Première diffusion | Code prod. |
| -- | ----------------------------- | ----------------------- | ------------------ | ------------------ | ------------------ | ---------- |
| 1  | Un incident magique           | Magical Mishaps         | 6 avril 2019       | 8 octobre 2018     | 8 juillet 2018     | 101        |
| 2  | De la magie dans l'air        | Magic in the Air        | 6 avril 2019       | 9 octobre 2018     | 15 juillet 2018    | 102        |
| 3  | Le monde entier est une scène | All the World's a Stage | 13 avril 2019      | 10 octobre 2018    | 22 juillet 2018    | 103        |
| 4  | Histoire de chiens            | Gone to the Dogs        | 13 avril 2019      | 11 octobre 2018    | 29 juillet 2018    | 104        |
| 5  | Un chevalier en fuite         | A Knight to Remember    | 20 avril 2019      | 15 octobre 2018    | 5 août 2018        | 105        |
| 6  | L'examen                      | The Test                | 20 avril 2019      | 16 octobre 2018    | 12 août 2018       | 106        |
| 7  | Fée le temps d’une journée    | Fairy for a Day         | 27 avril 2019      | 17 octobre 2018    | 19 août 2018       | 107        |
| 8  | Une victoire normale          | Shortcut                | 27 avril 2019      | 18 octobre 2018    | 26 août 2018       | 108        |
| 9  | Sur la plage                  | On the Beach            | 4 mai 2019         | 22 octobre 2018    | 2 septembre 2018   | 109        |
| 10 | La fontaine enchantée         | Uncharted Waters        | 4 mai 2019         | 23 octobre 2018    | 9 septembre 2018   | 110        |
| 11 | Une histoire fantastique      | A Fairy Tale            | 11 mai 2019        | 24 octobre 2018    | 16 septembre 2018  | 111        |
| 12 | Allée 13                      | Aisle 13                | 11 mai 2019        | 25 octobre 2018    | 23 septembre 2018  | 112        |
| 13 | Les forces d’attraction       | Forces of Attraction    | 18 mai 2019        | 29 octobre 2018    | 30 septembre 2018  | 113        |
| 14 | L’Œil d’Horus                 | The Eye of Horus        | 18 mai 2019        | 30 octobre 2018    | 7 octobre 2018     | 114        |
| 15 | Un juge méfiant               | Judgment Day            | 25 mai 2019        | 31 octobre 2018    | 14 octobre 2018    | 115        |
| 16 | Jour de récompense            | Prize Day               | 1er juin 2019      | 1er novembre 2018  | 21 octobre 2018    | 116        |
| 17 | Accusée                       | Accused                 | 8 juin 2019        | 5 novembre 2018    | 28 octobre 2018    | 117        |
| 18 | Apparence trompeuse           | On the Case             | 15 juin 2019       | 6 novembre 2018    | 1er novembre 2018  | 118        |
| 19 | Un orbe trop convoité         | End of the Road         | 22 juin 2019       | 7 novembre 2018    | 2 novembre 2018    | 119        |
| 20 | Un orbe trop convoité         | End of the Road         | 29 juin 2019       | 8 novembre 2018    | 2 novembre 2018    | 120        |

### Saison 2 (2021)
| №  | #  | Titre français           | Titre original        | Première diffusion | Première diffusion | Première diffusion | Code prod. |
| -- | -- | ------------------------ | --------------------- | ------------------ | ------------------ | ------------------ | ---------- |
| 21 | 1  | Volatilisé               | Vanished              | 9 mai 2022         | NC                 | 10 juillet 2021    | 201        |
| 22 | 2  | Un dangereux secret      | A Dangerous Secret    | 10 mai 2022        | NC                 | 10 juillet 2021    | 202        |
| 23 | 3  | Le poudrier de Fortuna   | Fortuna's Compact     | 11 mai 2022        | NC                 | 11 juillet 2021    | 203        |
| 24 | 4  | Le grand éternuement     | The Big Sneeze        | 12 mai 2022        | NC                 | 11 juillet 2021    | 204        |
| 25 | 5  | Bienvenue dans la jungle | Welcome to the Jungle | 13 mai 2022        | NC                 | 17 juillet 2021    | 205        |
| 26 | 6  | Reflet de miroir         | Mirror Image          | 16 mai 2022        | NC                 | 17 juillet 2021    | 206        |
| 27 | 7  | Le temps des expériences | Testing Times         | 17 mai 2022        | NC                 | 18 juillet 2021    | 207        |
| 28 | 8  | Presque célèbre          | Almost Famous         | 18 mai 2022        | NC                 | 18 juillet 2021    | 208        |
| 29 | 9  | La clé du passé          | The Key to the Past   | 19 mai 2022        | NC                 | 24 juillet 2021    | 209        |
| 30 | 10 | Le message               | The Message           | 20 mai 2022        | NC                 | 24 juillet 2021    | 210        |
| 31 | 11 | Le bois enchanté         | The Enchanted Woods   | 23 mai 2022        | NC                 | 25 juillet 2021    | 211        |
| 32 | 12 | Menteur, menteur         | Liar, Liar            | 24 mai 2022        | NC                 | 25 juillet 2021    | 212        |
| 33 | 13 | Que les jeux commencent  | Let the Games Begin   | 25 mai 2022        | NC                 | 31 juillet 2021    | 213        |
| 34 | 14 | Nouveaux tours           | New Tricks            | 26 mai 2022        | NC                 | 31 juillet 2021    | 214        |
| 35 | 15 | La fête                  | Party Time            | 27 mai 2022        | NC                 | 1er août 2021      | 215        |
| 36 | 16 | Révélations              | Revelations           | 30 mai 2022        | NC                 | 1er août 2021      | 216        |
| 37 | 17 | Le vol                   | The Heist             | 31 mai 2022        | NC                 | 7 août 2021        | 217        |
| 38 | 18 | Le début de la fin       | Beginning of the End  | 1er juin 2022      | NC                 | 7 août 2021        | 218        |
| 39 | 19 | Un plan désespéré        | A Desperate Plan      | 2 juin 2022        | NC                 | 8 août 2021        | 219        |
| 40 | 20 | Plus de secrets          | No More Secrets       | 3 juin 2022        | NC                 | 8 août 2021        | 220        |

## Univers du monde des elfes et des fees

### Les personnages

#### Personnages principaux
- Kyra est une adolescente dont la vie a changé après la rencontre avec un livre magique la transformant en une tri-être, tiers-humaine, tiers-fée et tiers-elfe. Tout en se méfiant de sa nouvelle situation, elle apprend à accepter sa nouvelle réalité.
- Imogène (Imogen en VO)  est une elfe en formation pour devenir membre du Département d'Intervention Magique (DIM). Sérieuse au sujet de sa formation, elle ne croit pas au travail d'équipe et se méfie beaucoup de Kyra, même si elle commence à s'adoucir.
- Lily est une fée en formation pour devenir membre du DIM. C'est une personne sympathique et pétillante, qui se réchauffe rapidement à Kyra.
- Danny (Darra en VO)  est un elfe en formation pour devenir membre du DIM et il est le frère d'Imogen. Contrairement à sa sœur, il est plus amical avec les autres et moins enthousiaste dans ses études.
- Roxy (Ruksy en VO) est une fée en formation pour devenir membre du DIM. Bien que sympathique comme Lily, elle est beaucoup plus sérieuse.
- Peter est l'ami de Kyra. Il adore la bande dessinée et se méfie beaucoup des phénomènes magiques qui l’entourent.
- Pr Maxwell est propriétaire d'une librairie et professeur de magie pour le DIM. Il entraîne ses étudiants à maîtriser leurs pouvoirs magiques. Il est un bi-être, mi-humain et mi-elfe. Il se soucie énormément de ses élèves et souhaite qu’ils atteignent leur plein potentiel.

#### Personnages récurrents
- Mathilda est la meilleure amie de Kyra et son entraîneuse de basket qui ne connaît pas ses pouvoirs magiques.
- Steve est le beau-père et agent de police local de Kyra qui ignore également ses pouvoirs magiques.
- Orla est une elfe qui est l'un des principaux agents du DIM et l'idole d'Imogen qui se fait passer pour un journaliste. Elle est la vieille connaissance de Maxwell et a apparemment son propre agenda impliquant Kyra.
- Sean est directeur de magie et le père de Lily.

## Accueil

### Audiences
| Saison | Début de saision  | Début de saision | Début de saision | Fin de saison     | Fin de saison   | Fin de saison | Moyenne des téléspectateurs |
| Saison | Date de diffusion | Téléspectateurs  | Ref.             | Date de diffusion | Téléspectateurs | Ref.          | Moyenne des téléspectateurs |
| ------ | ----------------- | ---------------- | ---------------- | ----------------- | --------------- | ------------- | --------------------------- |
| 1      | 8 octobre 2018    | 660 000          | [ 8 ]            | 8 novembre 2018   | 100 000         | [ 9 ]         | 210 000                     |